# Második szerb felkelés
A második szerb felkelés az első felkelést követő megtorlások vezetője, Szulejmán pasa ellen irányult. Miloš Obrenović vezetésével, és orosz támogatással 1833-ra sikerült kivívni a Szerb Fejedelemség nemzeti autonómiáját.

## Története

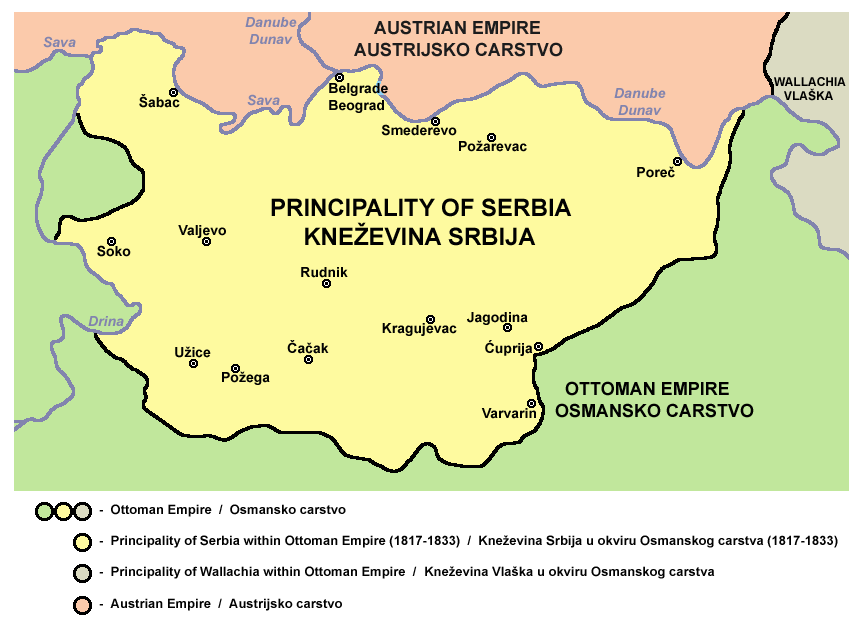

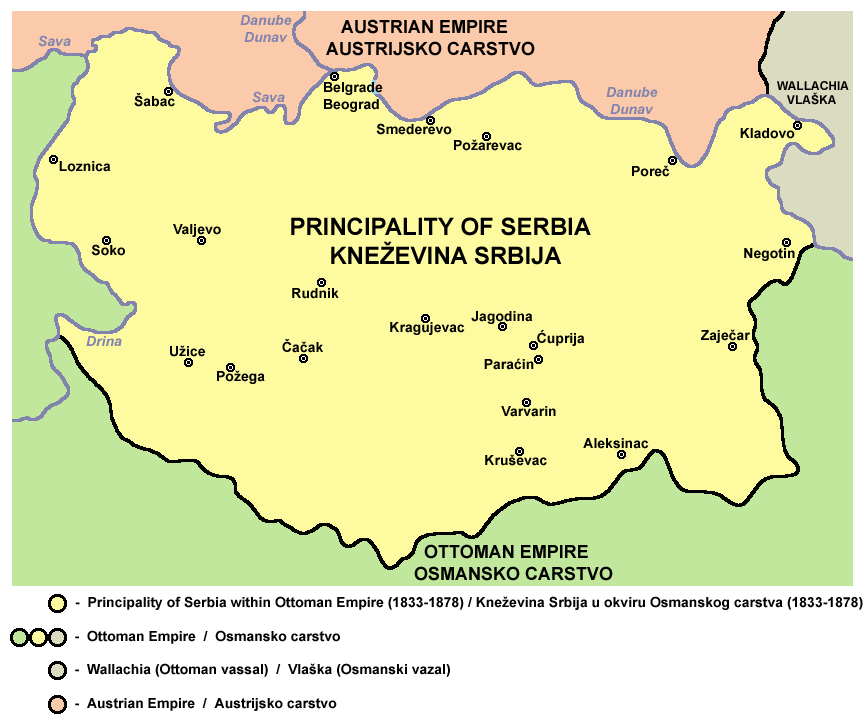

Az első szerb felkelés vérbe fojtása és Szulejmán pasa önkénye megérlelte a megmaradt szerb vezetők körében az újabb fegyveres felkelés gondolatát. 1815 tavaszán kezdődtek a szervezkedések, az újabb felkelés élére Miloš Obrenović került.
Kezdetben ez a felkelés sem a teljes oszmán birodalom, csak a helyi zsarnok, Szulejmán pasa ellen irányult. A török porta két erős hadsereget küldött a felkelés elfojtására, mire azonban megérkeztek, Obrenović teljesen megtisztította az országot a töröktől.
A Porta nem akart hosszú háborút kezdeményezni, ezért tárgyalásokba kezdett. Ennek eredményeként a szultán 1816-ban kiadott nyolc fermánjában félautonóm státuszt biztosított Szerbiának. Ez az új helyzet messze alulmaradt az első felkelésben kivívott státusznak, de lehetővé tette Miloš Obrenovićnak, hogy magához ragadja a hatalmat.
Ellenlábasaival leszámol, majd 1817-es fejedelemmé választása után megölette a hazatérő Karađorđét is. Miután egyedül maradt vezető pozícióban, leváltott minden falusi elöljárót, és helyükbe irányítható embereket rakott.
Uralma alatt Szerbia jelentős változásokon ment át. 1815-től fokozatosan megszűnt a török beavatkozás a szerb társadalmi és közéletbe, és a „nemzeti jövedelem” szinte egésze az országhatárokon belül maradt.
Külpolitikájában az oroszokra támaszkodott. Az orosz pártfogásnak köszönhetően 1829-ben a szerbek megkapták a szabad vallásgyakorlás, Obrenović pedig a fejedelmi tisztség örökölhetési jogát. Visszaállították az 1813-as határokat, átalányban fizethették a kártérítést, a védelem ellátásához megfelelő számú hadsereget tarthattak. A török civileknek el kellett hagyniuk a szerb területeket, és csak a nagyobb szerb városokban maradt török helyőrség.
1833-ban a Szerb Fejedelemség nemzeti autonómiára tett szert. Az 1838-ban kihirdetett alkotmány egy elmozdíthatatlan tagokból álló tanácsot rendelt a fejedelem mellé.